# Azelastina
L'Azelastina è un potente e selettivo antagonista dell'istamina (antistaminico) di seconda generazione. Si tratta di un antagonista del recettore H1 prodotto e venduto in Italia dalla società farmaceutica MedaPharma S.p.A. con il nome commerciale di Allergodil nella forma farmaceutica di spray nasale (in soluzione allo 0,1% e 0,15% di principio attivo) e di collirio (soluzione allo 0,05%) e dalla società farmaceutica GlaxoSmithkline Consumer Healthcare S.p.A. con il nome commerciale di Rinazina Antiallergica nella forma farmaceutica di spray nasale (in soluzione allo 0,1% di principio attivo, che è presente come nitrato di nafazolina, idrosolubile).
Lo spray nasale è stato approvato in oltre 60 paesi ed è commercializzato con diversi marchi tra cui Allergodil in diversi nazioni dell'Unione europea, Rhinolast nel Regno Unito, Astelin e Astepro negli Stati Uniti, Azep in Australia e Lastin in Finlandia. La formulazione in gocce oculari è commercializzata in oltre 30 paesi tra cui il Regno Unito (Optilast), negli USA (Optivar) e in diversi nazioni dell'Unione europea (Allergodil). Lo spray nasale e le gocce oculari sono farmaci da banco (OTC) in alcuni paesi. In Italia è commercializzato come antistaminico col nome di Rinazina Antiallergica (da non confondere con Rinazina Spray Nasale, a base di nafazolina).

## Chimica
La nomenclatura chimica dell'azelastina è (±)-1-(2H)-ftalazinone,4-[(4-clorofenil)metil]-2-(esaidro-1-metil-1H-azepin-4-il)-monocloridrato.
Si presenta come una polvere cristallina bianca, quasi inodore, di sapore amaro, scarsamente solubile in acqua, solubile invece nell'alcool disidratato e nel diclorometano.

## Farmacodinamica
L'azelastina esercita la propria azione con una triplice modalità. La molecola esercita un effetto antistaminico, con azione antagonista sui recettori H1; inoltre esercita un effetto stabilizzante sui mastociti determinando una ridotta degranulazione e quindi un minor rilascio di istamina. Infine l'azelastina possiede anche un'azione di tipo antinfiammatorio, andando ad antagonizzare le azioni di diversi mediatori chimici (leucotrieni, fattore attivante le piastrine, istamina e serotonina) sui rispettivi siti bersaglio.

In conseguenza dell'insieme di queste proprietà farmacologiche il composto comporta una diminuzione della iperreattività del sistema bronchiale, normalmente associata agli stimoli infiammatori, determinando un effetto di tipo broncodilatante.
L'azelastina ha una rapida insorgenza d'azione, mediamente 15 minuti con lo spray nasale e 3 minuti con il collirio. L'effetto dura per 12 ore.

## Farmacocinetica
Dopo somministrazione per via orale viene rapidamente assorbita distribuendosi in diversi tessuti dell'organismo e particolarmente nel fegato, polmone, rene e ghiandole surrenali, pancreas e milza. La biodisponibilità è pari al 20% e non viene modificata dalla contemporanea assunzione di cibo.

Quando somministrata per via intranasale la biodisponibilità sistemica raggiunge il 40% circa. Le massime concentrazioni plasmatiche (Cmax) sono raggiunte nell'arco di 2-3 ore.

Studi eseguiti dopo somministrazione endovenosa e orale hanno permesso di calcolare l'emivita di eliminazione, il volume di stato stazionario di distribuzione (steady-state) e la clearance plasmatica in 22 h, 14,5 l/kg e 0,5 l/h/kg, rispettivamente. Il legame con le proteine plasmatiche si aggira intorno all'80%. Nell'organismo l'azelastina è metabolizzata da diverse isoforme del citocromo P450 nel suo metabolita attivo, N-desmetilazelastina, e nei due metaboliti inattivi con struttura di acidi carbossilici. 
L'eliminazione di una dose orale avviene per il 75% tramite le feci e per il 25% attraverso l'emuntorio renale.

## Tossicologia
La DL50 valutata su topo, cavia e cane appare compresa, a seconda della specie animale, tra 820 e 4460 volte la dose giornaliera proposta nell'essere umano.

## Usi clinici
Lo spray nasale è indicato per il trattamento locale dei sintomi della rinite allergica stagionale e perenne e della febbre da fieno, come rinorrea, starnuti e prurito nasale.

Il trattamento è riservato agli anziani, agli adulti ed ai bambini di età superiore ai 5 anni. In alcuni nazioni è stato anche autorizzato per il trattamento della rinite vasomotoria in adulti e bambini di età superiore ai 12 anni.

L'azelastina per uso oculare trova invece indicazione per il trattamento locale della congiuntivite allergica stagionale e perenne.

## Effetti collaterali ed indesiderati
Durante il trattamento alcuni soggetti hanno riferito una sensazione di sapore amaro, caratteristica della molecola in sé, normalmente associata ad una somministrazione non corretta, con posizionamento del capo rovesciato all'indietro.
In qualche raro caso è stata descritta una sensazione di prurito e irritazione a livello della mucosa nasale, che talvolta può evolvere verso una franca rinite associata ad un modesto sanguinamento. Raramente si verifica cefalea, sonnolenza o parossismi di starnuti.

## Controindicazioni
Il composto è controindicato nei soggetti con ipersensibilità nota al principio attivo, oppure ad uno qualsiasi degli eccipienti contenuti nella formulazione farmacologica. L'azelastina è anche controindicata in età pediatrica, segnatamente nei bambini con meno di 6 anni di età.

## Dosi terapeutiche
Per adulti e bambini di età superiore ai 12 anni il dosaggio raccomando è di 1 o 2 spruzzi per narice due volte al giorno. Uno spruzzo per narice due volte al giorno è efficace e ha un profilo di tollerabilità elevato. Per i bambini di età compresa tra i 5 e gli 11 anni 1 spruzzo per narice due volte al giorno è il dosaggio raccomandato.
Il dosaggio usuale dell'azelastina oftalmica in gocce, per adulti e bambini (≥ 4 anni), è di una goccia in ogni occhio due volte al giorno. Questo può essere aumentato a 4 volte al giorno se necessario.

## Sovradosaggio
L'assunzione accidentale o volontaria di dosaggi eccessivi di farmaco può comportare il verificarsi di effetti tossici caratterizzati da sintomi a carico del sistema nervoso centrale con l'insorgenza di malessere generale, eccitazione, cardiopalmo, convulsioni.
Non esiste un antidoto specifico per azelastina ed il trattamento deve quindi essere necessariamente sintomatico e di supporto alle funzioni vitali del paziente.